# 北斗ちゃんの七つ星
『北斗ちゃんの七つ星』（ほくとちゃんのななつぼし）は、原作・北側寒囲、作画・ネツマイカによる日本の漫画作品。ジャイブ刊『月刊コミックラッシュ』2009年5月号から2011年4月号まで連載された。
アダルトゲームライターである北側の漫画原作デビュー作。本作と同じ雑誌で連載されている『学園革命伝ミツルギ』（原作・河田雄志 作画・行徒）と同様に、1話を複数の節で区切る手法を採用しており連載上の話数（第○回）と節数（Lesson ○）が必ずしも一致しない点が特徴となっている。

## ストーリー
長野県の人里離れた山奥に在る全寮制の私立北極星（ポーラスター）学園。男子寮は住環境の問題で荒廃が進む一方であったのに対し、崖一つ隔てた場所にある女子寮は敷地内に温泉が湧き出て露天風呂が設置されたことで半ば保養地と化していた。
幼少の折、ある女の子と「この学園に入り、卒業したら結婚する」と約束した一騎は約束通りに高等部へ入学する。しかし、その女の子の名前は覚えておらず唯一の手掛かりは胸元にあった北斗七星と同じ形に並んだほくろだけ。そのため、下心丸出しで女子生徒に近付く同級生の羽賀に悪知恵を借りながら、女子生徒の胸元にあるはずのほくろを探して悪戦苦闘を繰り広げる。

## 登場人物

### 主要人物
上条 一騎（かみじょうかずき）
主人公。幼少の折、ある女の子と交わした約束を果たすため北極星学園高等部に入学したものの、その女の子に関する唯一の手掛かりは「胸元にあった北斗七星と同じ形に並んだほくろ」のみのため、誤解されつつも学園にいるはずの許婚を探し出すべく女子生徒の裸を拝もうとして日々、悪戦苦闘している。
星空 北斗（ほしぞら ほくと）
1年D組切っての美少女と評判の双子姉妹の妹。「D組の『D』は『Dカップ』のD」と言われるほど巨乳・爆乳揃いのD組女子で1人だけ、バストサイズが小振りであることを気にしている。一騎や羽賀が覗きをしている所を真っ先に発見して排除するのがお決まりのパターンであるが、一騎のことが気になってもいるらしく一騎が怪我をした時は文句を言いながらも治療に当たっている。
星空 南（ほしぞら みなみ）
北斗の双子の姉。北斗と対照的におっとりした性格で、バストサイズも制服のボタンが弾け飛ぶほどの爆乳であるため姉妹を見分けるのは容易。南も北斗も胸元に複数のほくろがあることが確認されているが、一騎が探している許婚との関係は不明。

### その他の1年D組男子
羽賀 利明（はが としあき）
一騎の同級生で、悪友の男子生徒。行動力旺盛で悪知恵が働くため、同床異夢ながら一騎への協力を惜しまないが下心丸出しで女子生徒に近付くため、D組の女子からは蛇蝎の如く嫌われている。
聖護院 鞍馬（しょうごいん くらま）
1年D組の男子生徒。女性アレルギーのため授業をサボることが多く、不良を気取って女子を遠ざけようとしているものの逆効果で却ってモテてしまうのが悩み。

### その他の1年D組女子
宗田 瑞希（そうだ みずき）
女子陸上部に所属しており、中学時代から全国レベルのアスリートとして有名であった。「窮屈だから」との理由でノーブラを通している。
千草 ちはる（ちぐさ ちはる）
チアリーディング部所属。瑞希のことが好き。
加賀野 朱音（かがの あかね）
北斗に対して一方的にライバル意識を燃やし、あの手この手で北斗に恥を掻かせようとするがいつも失敗に終わってしまう。
紫堂 藤乃（しどう ふじの）
姉御肌でグラマー体型、大人びた色香を振りまいており「藤乃姐さん」と呼ばれている。玉の輿狙いで資産家の息子である鞍馬に目を付けており、色仕掛けで迫ろうとするが女性アレルギーの鞍馬に色仕掛けが通じるはずも無く、いつも失敗に終わってしまう。
花京院 碧子（かきょういん みどりこ）
良家のお嬢様で、世間からずれた感性の持ち主。女子寮の2部屋をVIPルーム調に改造している。
小鳥遊 鈴（たかなし すず）
花京院家のメイド。碧子用に改造された部屋を共用している。
牧村 ひなた（まきむら ひなた）
あまり目立たないが高身長で、男子顔負けの怪力が自慢。

## 単行本
1. 2009年12月7日発売 ISBN 9784861767388
2. 2010年7月7日発売 ISBN 9784861767746
3. 2011年5月6日発売 ISBN 978-4861768446